# Cethosia cyane
Espèce
Cethosia cyane ou Chrysope léopard est une espèce de lépidoptères (papillons) de la famille des Nymphalidae du genre Cethosia.

## Répartition et habitat
Cethosia cyane vit dans les forêts subtropicales de moyenne altitude de l'Asie du Sud en passant par l'Asie du Sud-Est jusqu'au sud de la Chine.

## Description

### Imago
Le papillon Chrysope léopard a une envergure de 9 à 9,5 cm.

Chrysope léopard au temple d'Angkor Vat, Cambodge
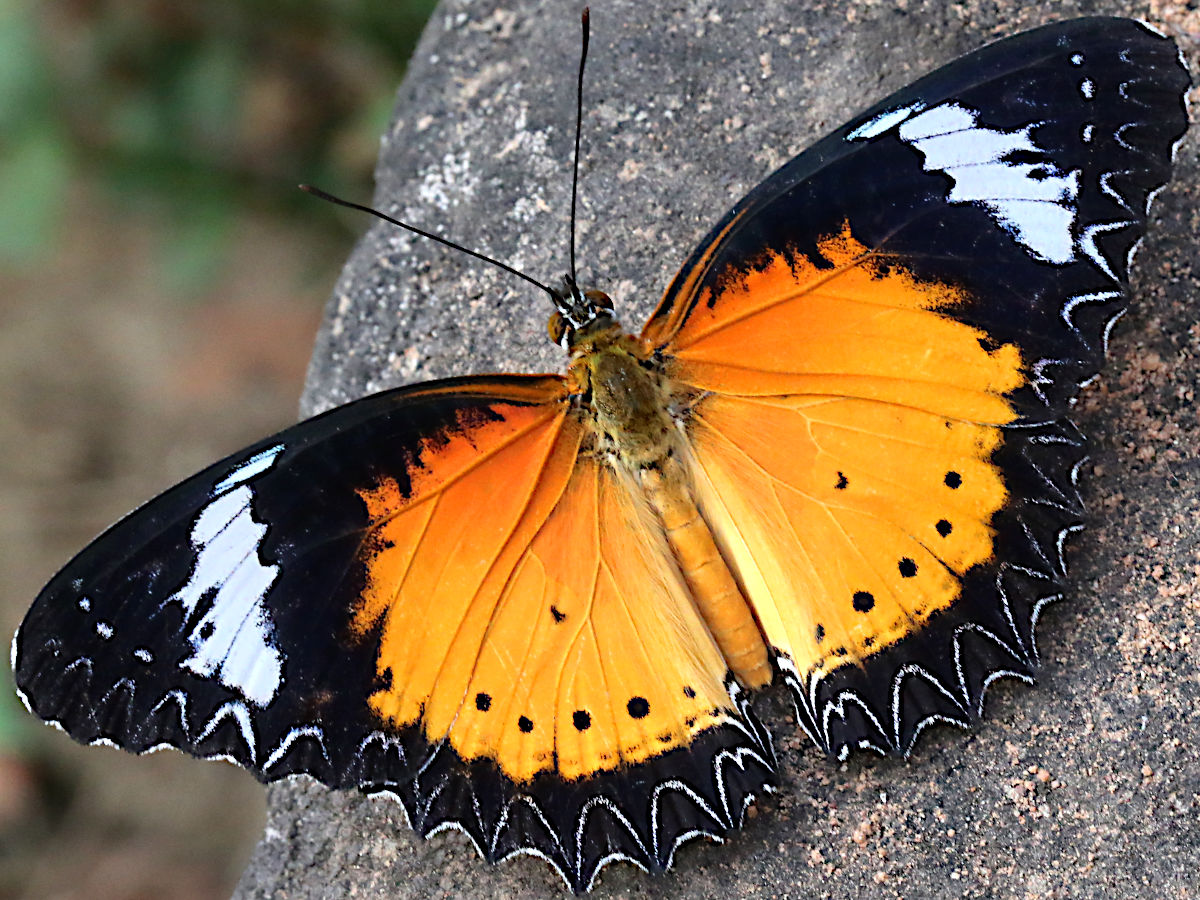
Face dorsale
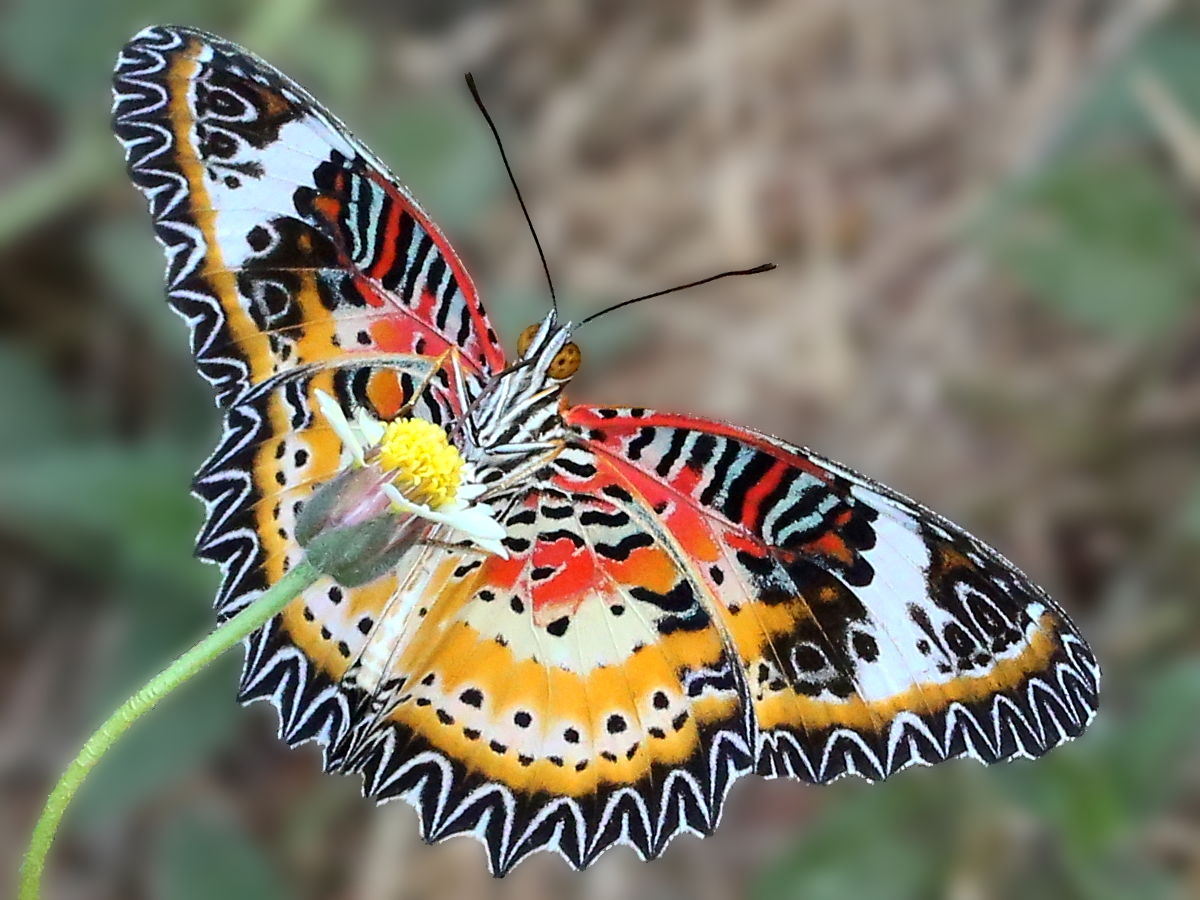
Face ventrale
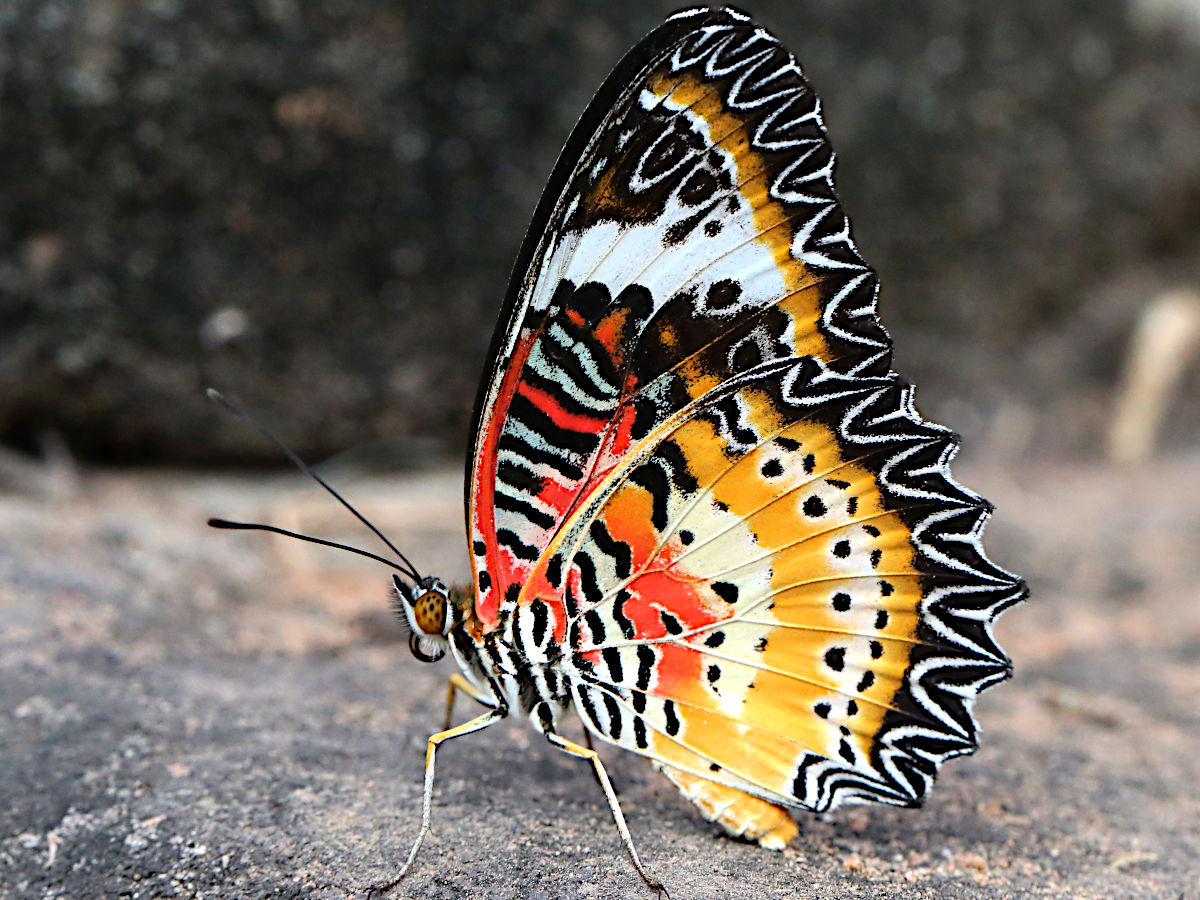
Posé, ailes repliées

Le dessus de l'aile antérieure a une large bordure noire avec des lunules en forme de "V" blanches, un apex noir avec une bande irrégulière blanche et une plage de bordure chamois touchant la bordure inférieur ; le dessus de l'aile postérieure a un fond chamois avec des taches noires et une large bordure noire avec des lunules en forme de "V" blanches.
Ce papillon est principalement actif le matin, volant de fleurs en fleurs pour y butiner le nectar.

### Chenille

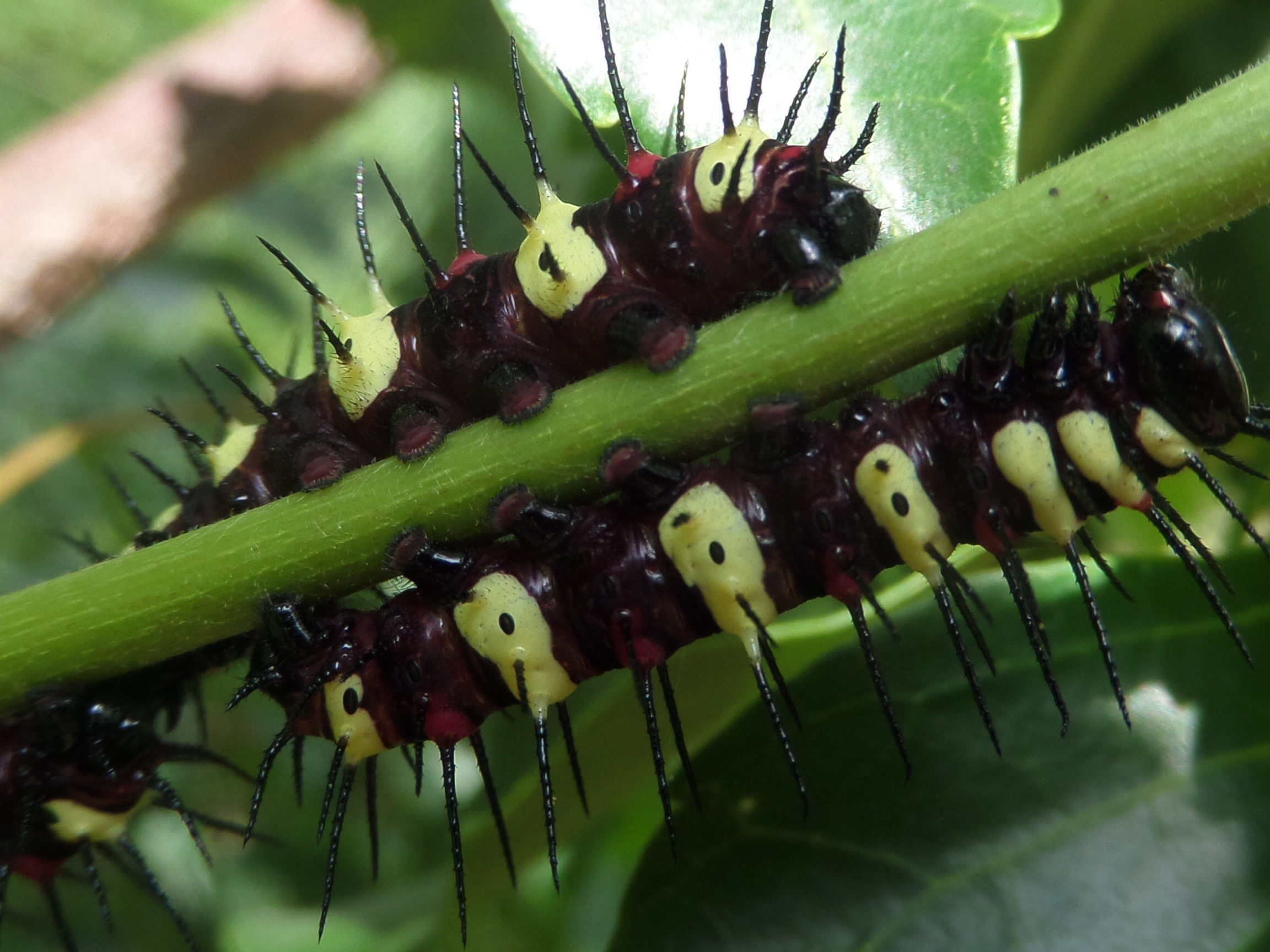
Chenilles de Cethosia cyane

### Plantes hôtes
La chenille mange des feuilles de lianes appartenant à la famille des Passifloraceae : Adenia cordifolia, Adenia heterophylla, Adenia macrophylla, Passiflora cochinchinensis, Passiflora edulis ou Grenadile, Passiflora foetida etc.

## Galerie

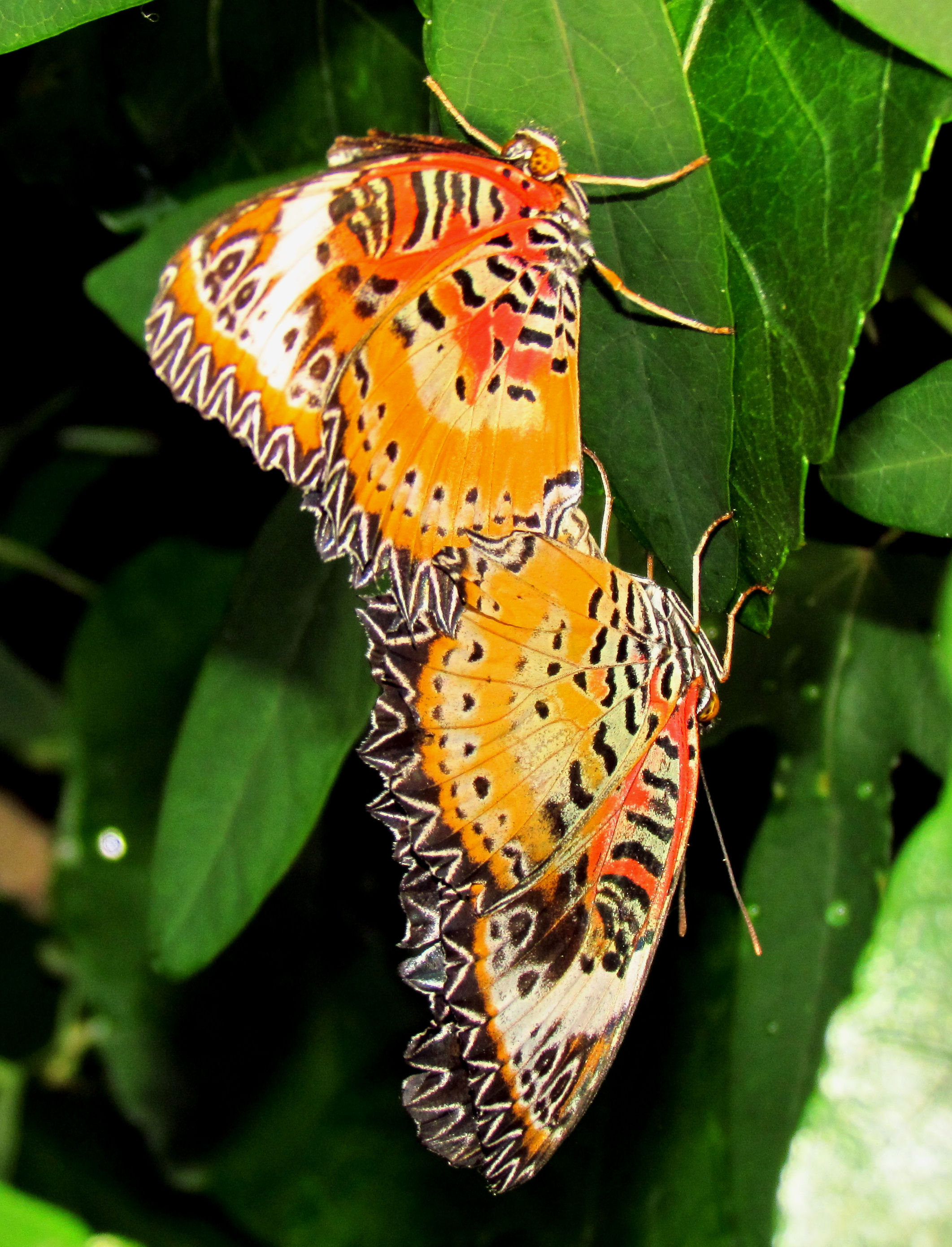
Accouplement
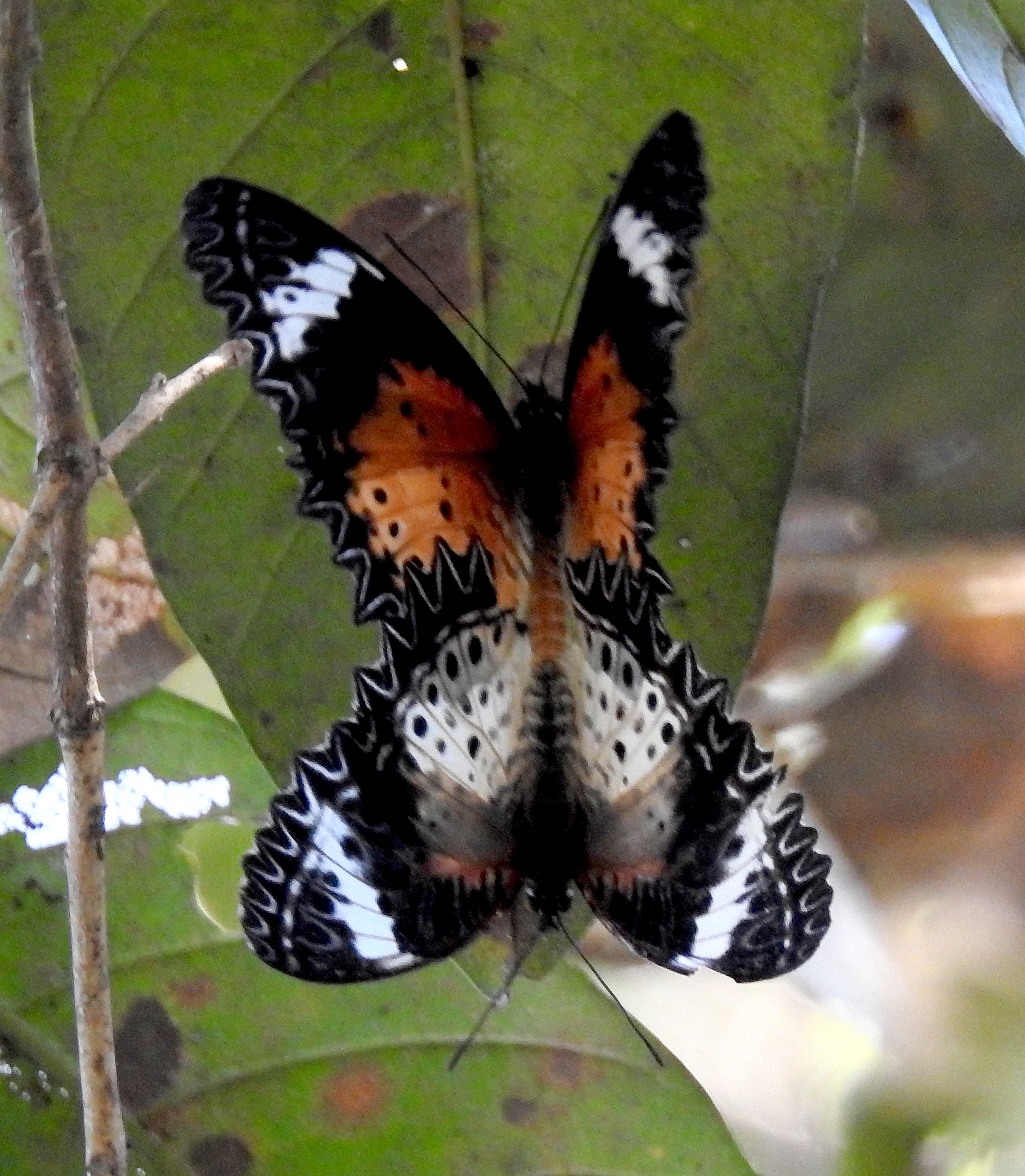
Accouplement
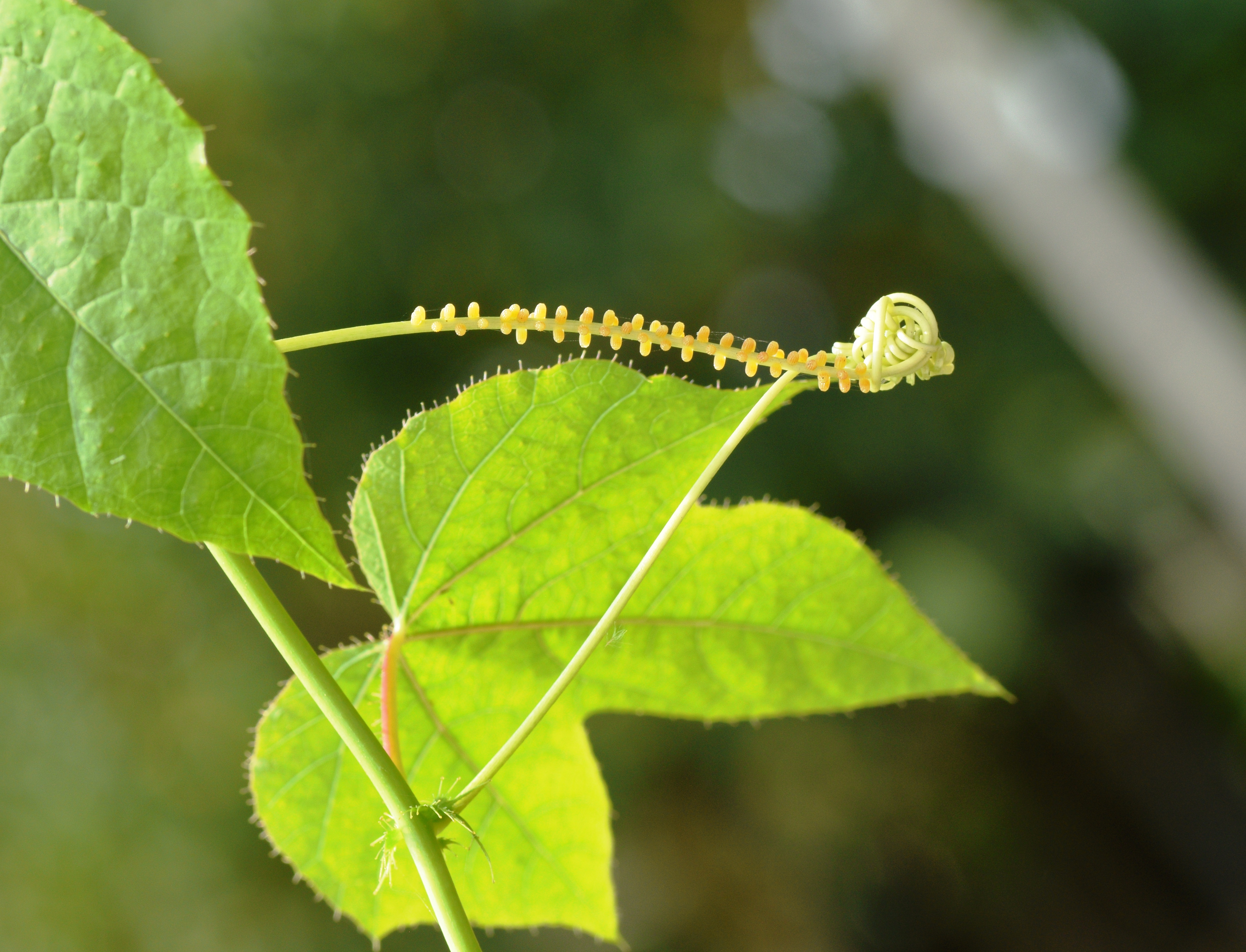
Œufs sur une Passiflora foetida
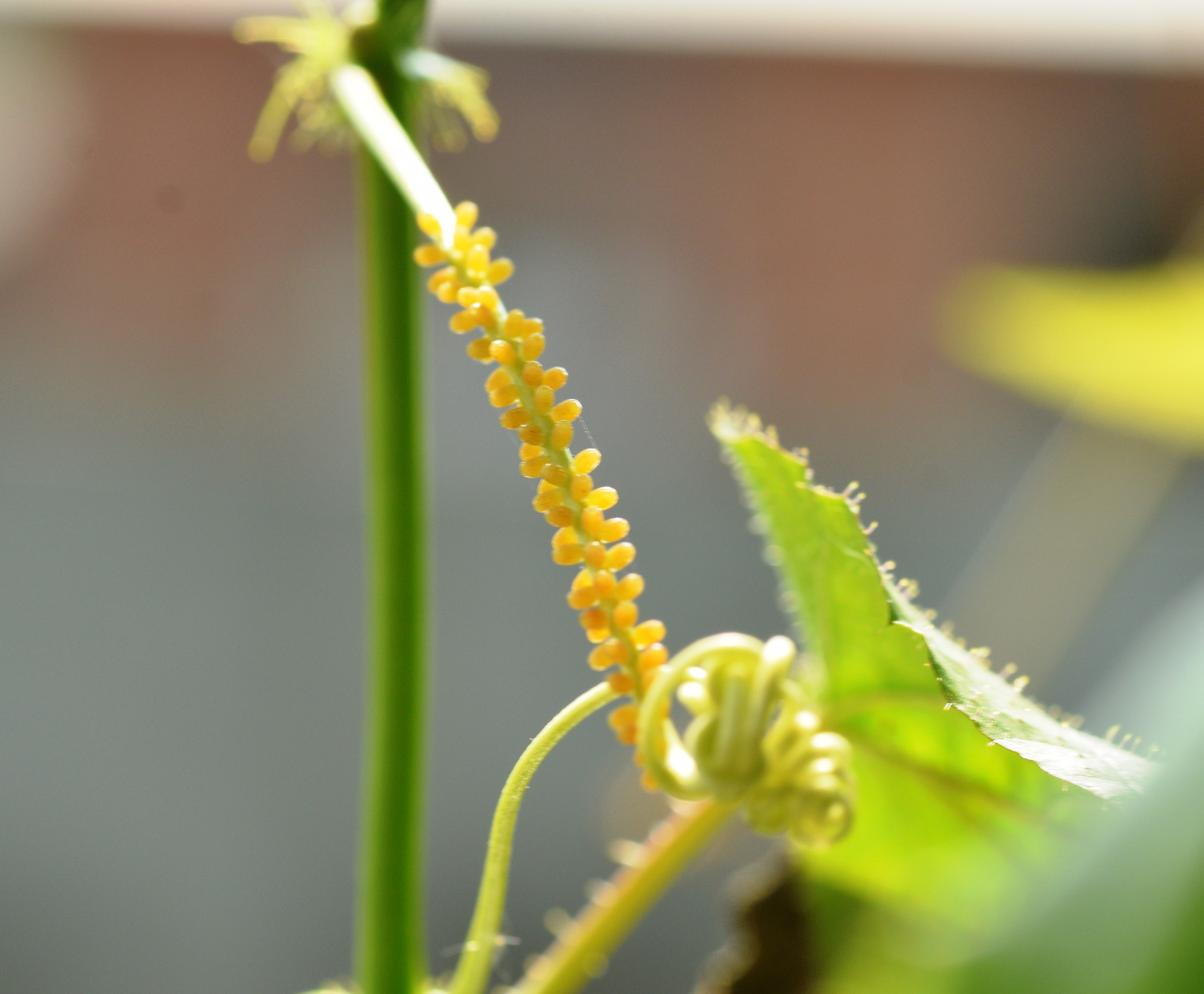
Œufs sur une Passiflora foetida
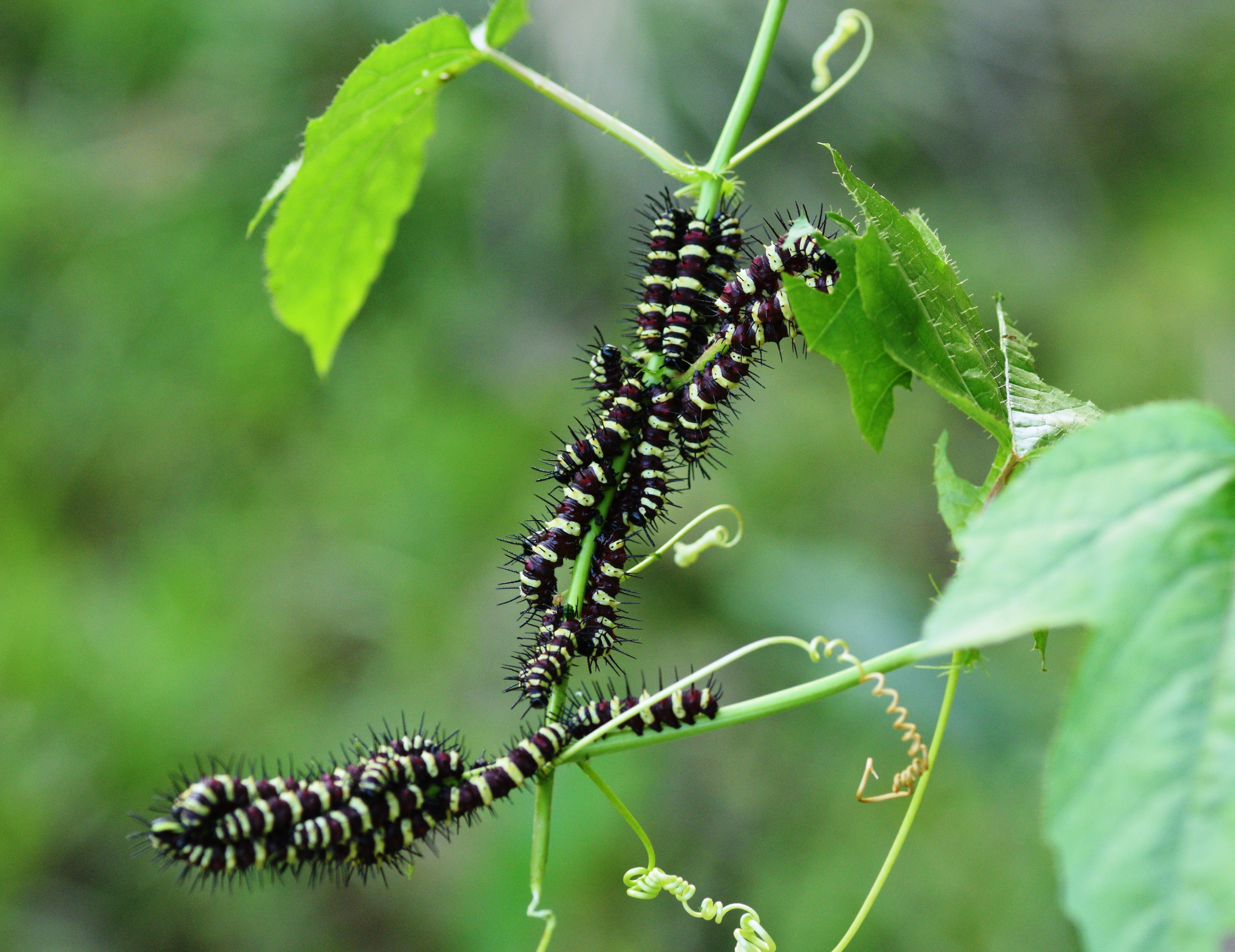
Chenilles se nourrissant des feuilles de Passiflora foetida
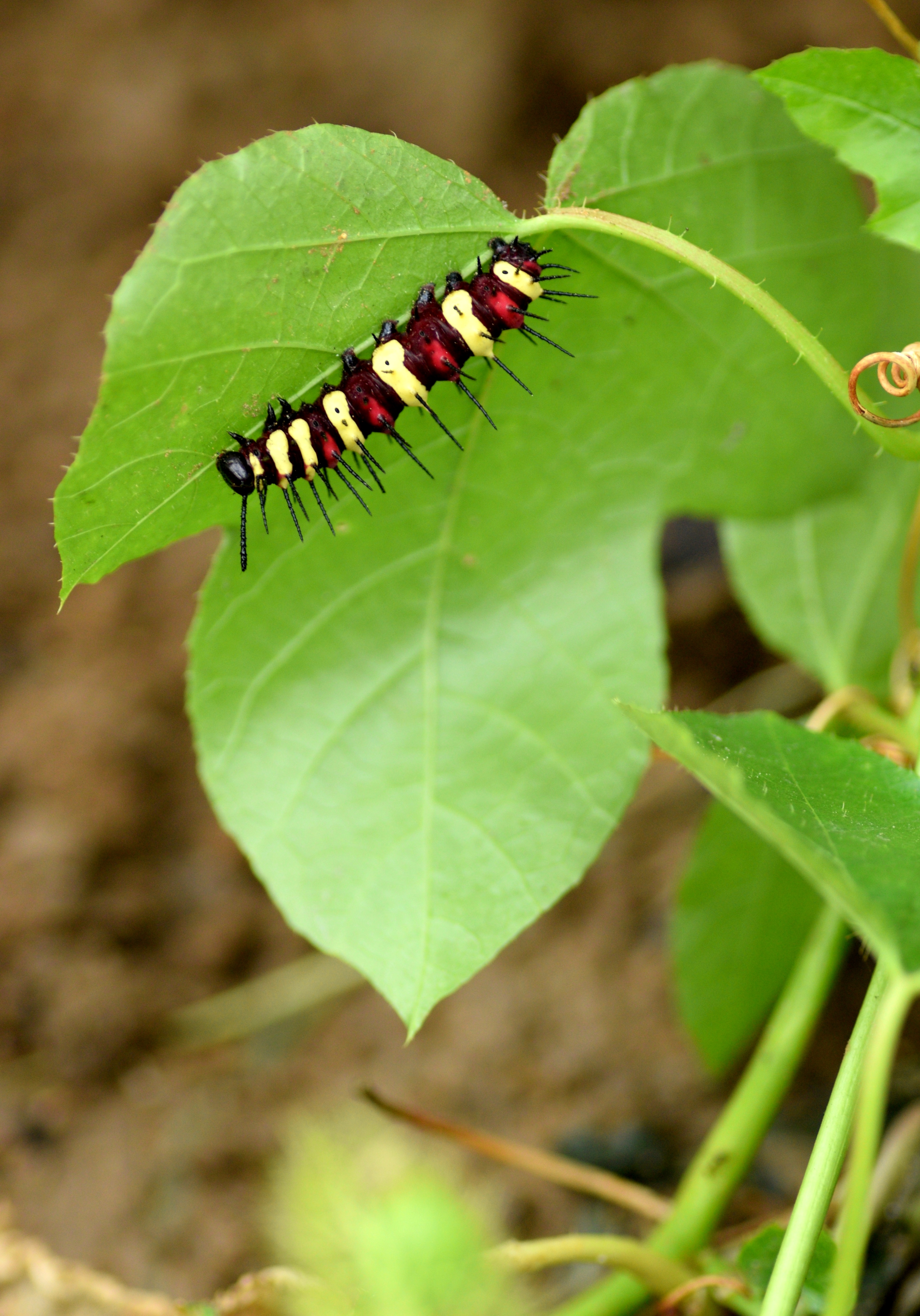
Chenille
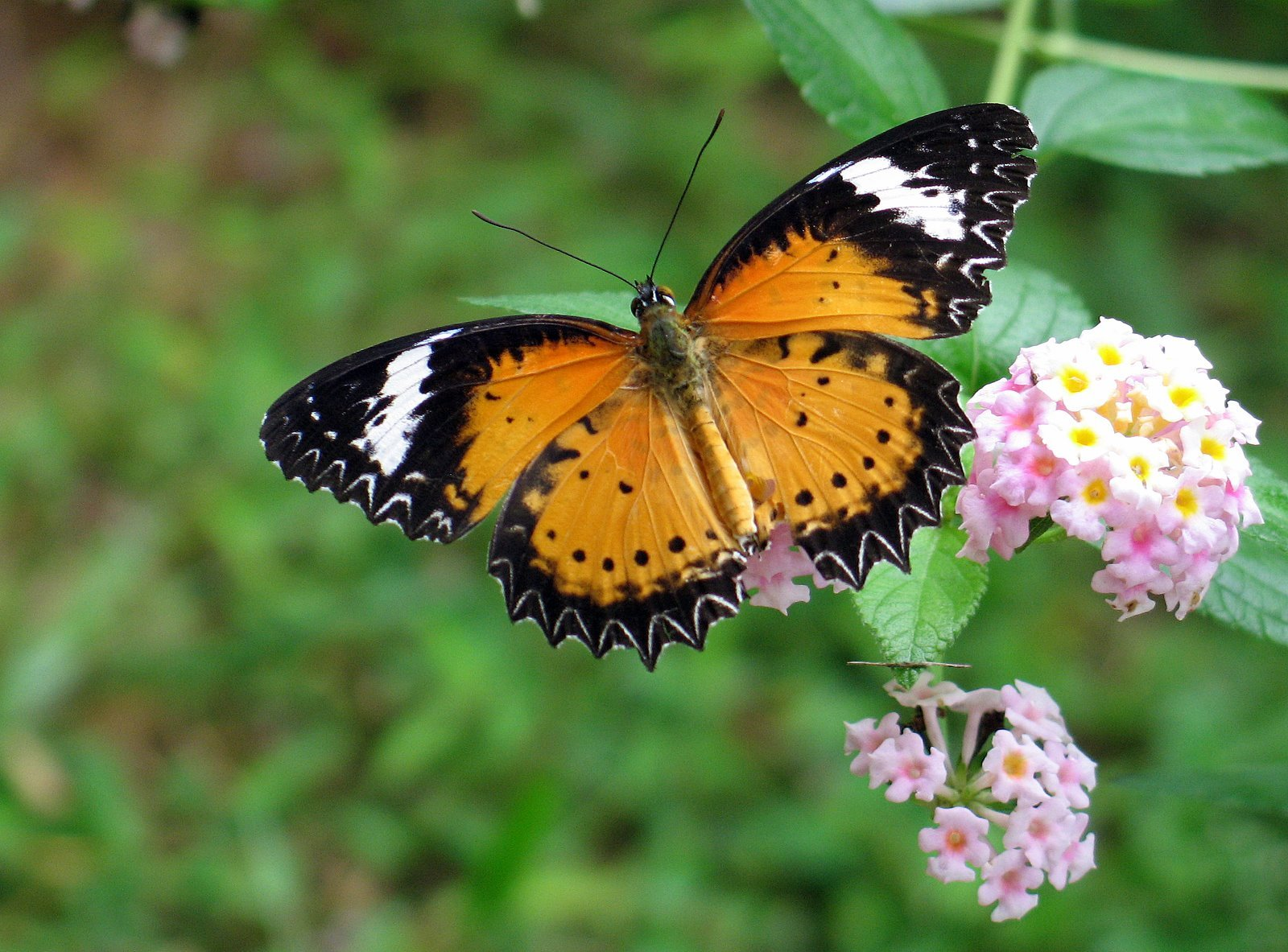
Papillon, Parc national de Doi Phu Kha, Thaïlande
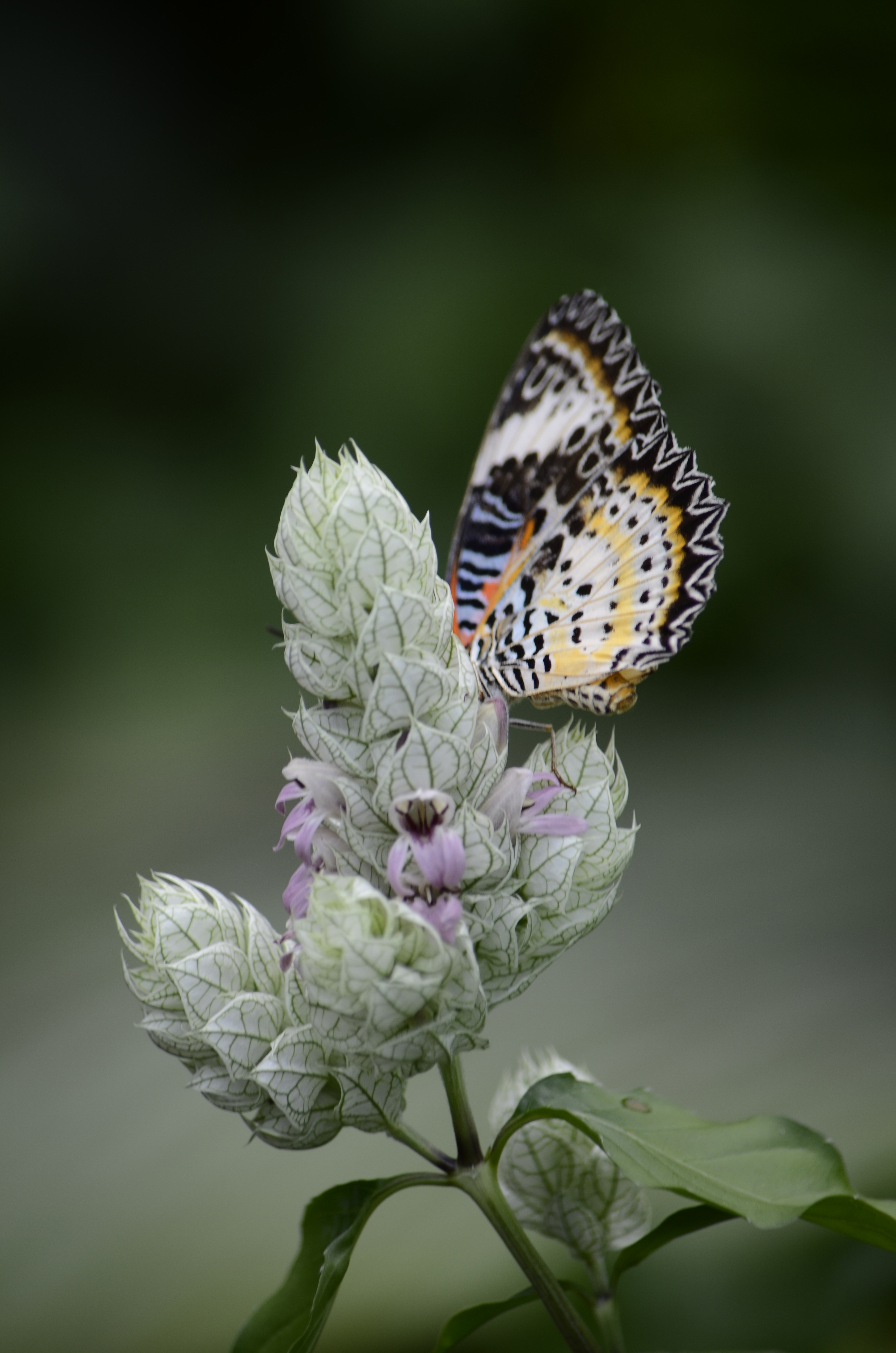
Papillon butinant une fleur de Nicoteba betonica